# Мадайян де Леспар, Арман де
Арман де Мадайян де Леспар (фр. Armand de Madaillan de Lesparre; 28 мая 1652 — 21 февраля 1738, Париж), маркиз де Лассе — французский государственный и военный деятель.

## Биография
Сын Луи де Мадайяна де Леспара, маркиза де Монтатер, и Сюзанны де Випар.
Генеральный наместник губернаторства Бургундии в департаментах Бресса, Бюже, Же и Вальроме.
Начал службу в 1672 году в качестве адъютанта принца Конде, участвовал в кампании того года. В следующем году получил должность знаменосца жандармов Короля, в 1676 году стал прапорщиком. В том же году участвовал в завоевании Франш-Конте, был ранен при взятии контрэскарпа Безансона, что не помешало ему принять участие в осадах Доля, Салена и Фоконье, которые Дом короля взял штурмом. При этом командовал отрядом жандармов.
В том же году сражался в битве при Сенефе, где был трижды ранен и под ним были убиты две лошади.
В последующие годы участвовал в осадах Конде, Бушена, Валансьена, Камбре и Ипра.
В 1683 году отправился в Венгрию с принцем Конти, участвовал в осаде Нойхаузеля, битве при Гране и крупном деле под Эрлау.
В 1691 году служил в Германии, участвовал в осаде Монса и битве при Лёзе (1692), был ранен при осаде Намюра, где был адъютантом короля.
Был приближенным герцога де Бурбона и его супруги, «сердцем, умом и поведением» которой, по словам герцога де Сен-Симона, он «долгие годы распоряжался».
Благодаря герцогине де Бурбон, на Пятидесятницу 1724 года был пожалован в рыцари орденов короля.

## Семья
1-я жена: Мари-Марта Сибур (ум. 1.1675)
Дочь:
- Мари-Констанс-Аделаида (ок. 1674—28.12.1725). Муж: граф Гаспар-Александр де Колиньи (ум. 1694), сын Жана де Колиньи-Салиньи и последний из дома Колиньи

2-я жена (1.06.1677): Мари-Анн Пажо (ок. 1641—19.10.1681)
Сын:
- Леон (1683—1.10.1750), маркиз де Лассе. Жена (контракт 3.04.1711): Рене де Мадайян де Леспар (1683—5.01.1763), дочь Луи де Мадайян де Леспара и Анн-Мари-Терезы де Рабютен. Приходилась мужу теткой

3-я жена (6.03.1696): Жюли де Бурбон (ок. 1663—10.03.1710), называемая мадемуазель де Шатобриан, легитимированная внебрачная дочь Анри-Жюля де Бурбона, принца Конде, и Франсуазы де Монтале
Дочь:
- Анн-Луиза-Фелисите (ум. 2.10.1723). Муж (21.02.1715): Габриель-Симон (ум. 1734), маркиз д'О

## Характеристика у Сен-Симона
В отеле Конде состоялась свадьба Лассэ с внебрачной, но узаконенной дочерью Месье Принца от мадемуазель де Монталэ. Она была очень хороша собой и умна. Брак дал Лассэ состояние и должность наместника Бресса. Он был сыном Монтатэра, великого лгуна по призванию, и некой Випар из захудалого нормандского рода. Его другое имя Мадайан стало печально известным лишь потому, что упоминается в жизнеописании месье д'Эпернона; впоследствии же оно ни у кого более интереса не вызывало. Лассэ был уже дважды женат ранее. От некой Сибур, скончавшейся в самом начале 1675 года, у него была единственная дочь, чей брак с маркизом де Колиньи, последним представителем этого знатного и славного рода, оказался бездетным. Затем он влюбился в дочь аптекаря по имени Пажо, столь красивую, скромную, целомудренную и остроумную, что без памяти в нее влюбившийся Карл IV, герцог Лотарингский, хотел на ней  жениться, чему помешало вмешательство Короля, приказавшего на время скрыть ее от него в монастыре. Лассэ, принадлежавший к менее знатному роду,  женился на ней; она родила ему единственного сына; ее кончина так потрясла его, что он чуть не лишился рассудка. Он решил, что отныне должен посвятить себя благочестивым делам, и в течение нескольких лет вел жизнь праведника в очаровательном уединении близ больницы для неизлечимых больных. Но в конце концов он стал тяготиться этой жизнью. Понял, что в уединение влекло его горе и что благочестие убывает в нем, по мере того как утихает боль утраты. Он был очень умен, но это, увы, было его единственным достоянием. Он решил вернуться в свет и вскоре очутился в гуще придворной жизни. Сумев попасть в число приближенных Месье Герцога и принцев де Конти, он сопровождал их во время путешествия в Венгрию. Он никогда не служил, однако в течение некоторого времени пытался изображать важное лицо в Нижней Нормандии. Месье Герцог был весьма доволен услугами, кои Лассэ оказывал ему в его похождениях, и тот надеялся благодаря своему третьему браку и  покровительству Месье Герцога и Мадам Герцогини занять более заметное место при дворе. Но надеждам его не суждено было осуществиться. От этого брака у него родилась только одна дочь. — Герцог де Сен-Симон. Мемуары. 1691—1701. — М., 2007. — С. 217—218